# Loco Live
Loco Live est un album enregistré en direct du groupe américain punk rock les Ramones.

## Pistes

### 1991 Version Chrysalis
1. The Good, the Bad, the Ugly (Ennio Morricone)
2. Durango 95 (Johnny Ramone)
3. Teenage Lobotomy (The Ramones)
4. Psycho Therapy (Dee Dee Ramone/Johnny Ramone)
5. Blitzkrieg Bop (The Ramones)
6. Do You Remember Rock 'n' Roll Radio? (The Ramones)
7. I Believe in Miracles (Dee Dee Ramone/Daniel Rey)
8. Gimme Gimme Shock Treatment (The Ramones)
9. Rock 'n' Roll High School (The Ramones)
10. I Wanna Be Sedated (The Ramones)
11. The KKK Took My Baby Away (Joey Ramone)
12. I Wanna Live (Dee Dee Ramone/Daniel Rey)
13. Bonzo Goes To Bitburg (Dee Dee Ramone/Jean Beauvoir/Joey Ramone)
14. Too Tough to Die (Dee Dee Ramone)
15. Sheena Is a Punk Rocker (The Ramones)
16. Rockaway Beach (The Ramones)
17. Pet Sematary (Dee Dee Ramone/Daniel Rey) / "Carbona Not Glue" (The Ramones)
18. Don't Bust My Chops (The Ramones)
19. Palisades Park (Chuck Barris)
20. Mama's Boy (Dee Dee Ramone/Johnny Ramone)
21. Animal Boy (Dee Dee Ramone/Johnny Ramone)
22. Wart Hog  (The Ramones)
23. Surfin' Bird (Al Frazier/Sonny Harris/Carl White/Turner Wilson)
24. Cretin Hop (The Ramones)
25. I Don't Wanna Walk Around With You (The Ramones)
26. Today Your Love, Tomorrow the World (The Ramones)
27. Pinhead (The Ramones)
28. Somebody Put Something in My Drink (Richie Ramone)
29. Beat on the Brat (The Ramones)
30. Judy Is A Punk (The Ramones)
31. Chinese Rocks (The Ramones)
32. Love Kills (The Ramones)
33. Ignorance Is Bliss (Joey Ramone/Andy Shernoff)

### 1992 Version Sire
1. The Good, the Bad, the Ugly (Ennio Morricone)
2. Durango 95 (Johnny Ramone)
3. Teenage Lobotomy (The Ramones)
4. Psycho Therapy (Dee Dee Ramone/Johnny Ramone)
5. Blitzkrieg Bop (The Ramones)
6. Do You Remember Rock 'n' Roll Radio? (The Ramones)
7. I Believe in Miracles (Dee Dee Ramone/Daniel Rey)
8. Gimme Gimme Shock Treatment (The Ramones)
9. Rock 'n' Roll High School (The Ramones)
10. I Wanna Be Sedated (The Ramones)
11. The KKK Took My Baby Away (Joey Ramone)
12. I Wanna Live (Dee Dee Ramone/Daniel Rey)
13. Bonzo Goes To Bitburg (Dee Dee Ramone/Jean Beauvoir/Joey Ramone)
14. Chinese Rocks (The Ramones)
15. Sheena Is a Punk Rocker (The Ramones)
16. Rockaway Beach (The Ramones)
17. Pet Sematary (Dee Dee Ramone/Daniel Rey)
  - Carbona Not Glue (Non notée sur l'album)
18. Judy Is a Punk (The Ramones)
19. Mama's Boy (Dee Dee Ramone/Johnny Ramone)
20. Animal Boy (Dee Dee Ramone/Johnny Ramone)
21. Wart Hog (Dee Dee Ramone/Johnny Ramone)
22. Surfin' Bird (Al Frazier/Sonny Harris/Carl White/Turner Wilson)
23. Cretin Hop (The Ramones)
24. I Don't Wanna Walk Around With You (The Ramones)
25. Today Your Love Tomorrow the World (The Ramones)
26. Pinhead (The Ramones)
27. Somebody Put Something in My Drink (Richie Ramone)
28. Beat on  the Brat (The Ramones)
29. Ignorance Is Bliss (Joey Ramone/Andy Shernoff)
30. I Just Want to Have Something to Do (The Ramones)
31. Havana Affair (Dee Dee Ramone/Johnny Ramone)
32. I Don't Wanna Go Down to the Basement (Dee Dee Ramone/Johnny Ramone)